# ام‌و ۱۸۰۱۴

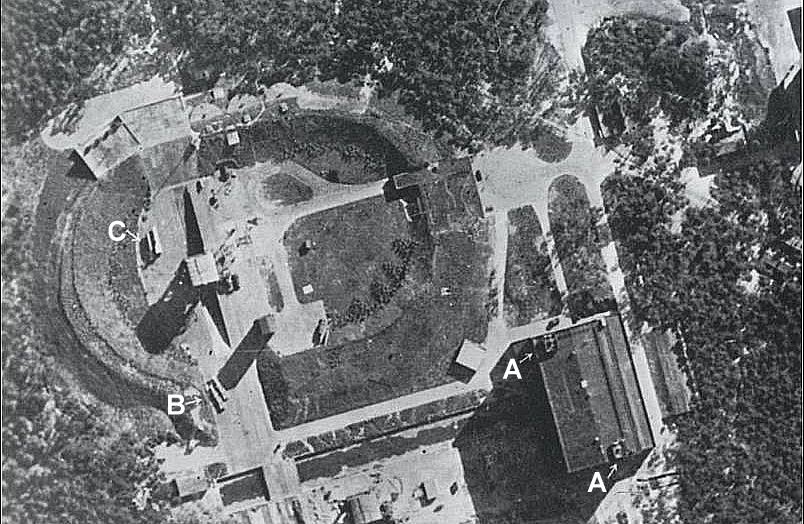
نمایی از پایگاه آزمایشی VII در پنمونده، ژوئن ۱۹۴۳. موشک ام‌و ۱۸۰۱۴ به‌احتمال زیاد یک‌سال بعد، از این پایگاه، پرتاب شد‌ه‌است.

ام‌و ۱۸۰۱۴ یک پرتاب آزمایشی موشک از نوع وی-۲ بود که در ۲۰ ژوئن ۱۹۴۴ در مرکز پژوهش نظامی پنمونده در پنمونده آلمان توسط ورماخت اتفاق افتاد. این اولین باری بود که انسان توانست یک جسم ساخت بشر را به ماورای جو و تا اوج ۱۷۶ کیلومتری بفرستد. این پرتاب کاملاً تا بالای خط کارمان پیش رفت.
این شلیک موشکی یک پرواز زیر مداری و به سرعت مداری نرسید. این پرتاب نهایتاً با برخورد به زمین به پایان رسید. موشک وی-۲ ساخت کارخانه زیرزمینی میتلورک بود.

## پیش زمینه
راکت‌های اولیه A-4، علیرغم اینکه می‌توانستند به ارتفاعات ۹۰ کیلومتری برسند، از مشکلات متعدد قابلیت اطمینان برخوردار بودند. به عنوان نمونه، یک خطای طراحی در قسمت جلویی بدنه بیرونی موشک سبب شد که به‌طور منظم در اواسط پرواز مشکل پیش بیاید و در نتیجه تا ۷۰٪ از پرتاب‌های آزمایشی موفقیت‌آمیز نبودند. در یک مورد پرتاب، یک موشک A-4 که از نوسانات پوگو در حین صعود رنج می‌برد، ۹۰ درجه از مسیر منحرف شد و سپس به سکوی پرتاب خود برگشت و چهار نظامی مربوط به پرتاب را در محل کشت.